# Бастидон
Бастидон (фр. Bastidonne) насеље је и општина у Француској у региону Прованса-Алпи-Азурна обала, у департману Воклиз која припада префектури Апт.
По подацима из 2011. године у општини је живело 719 становника, а густина насељености је износила 121,86 становника/km². Општина се простире на површини од 5,90 km². Налази се на средњој надморској висини од 350 метара (максималној 479 m, а минималној 258 m).

## Демографија
| 1962. | 1968. | 1975. | 1982. | 1990. | 1999. | 2011. |
| ----- | ----- | ----- | ----- | ----- | ----- | ----- |
| 153   | 179   | 259   | 381   | 505   | 677   | 719   |

График промене броја становника у току последњих година